# 유치 (공구강후)
유치(劉置, ? ~ 기원전 67년)는 전한 중기 ~ 후기의 제후로, 노공왕의 손자이다.

## 생애
태시 4년(기원전 96년), 아버지 유순의 뒤를 이어 공구후(公丘侯)에 봉해졌다.
시호를 강(康)이라 하였고, 지절 4년(기원전 66년)에 아들 유연수가 작위를 이었다.

## 출전
- 반고, 《한서》 권15상 왕자후표 上

| 전임 아버지 공구이후 유순 | 전한의 공구후 기원전 96년 ~ 기원전 67년 | 후임 아들 공구양후 유연수 |